# Zrinka Cvitešić
Zrinka Cvitešić (Karlovac, 18 luglio 1979) è un'attrice croata.

## Biografia
Ha fatto parte del Teatro nazionale croato dal 2005 come attrice teatrale. In aggiunta alla recitazione è una ballerina. Insieme a Nicolas Quesnoit, Zrinka è stata la vincitrice della stagione inaugurale della versione croata del programma Dancing with the Stars. Nel 2013 interpreta Girl nella produzione londinese del musical Once, per cui vince il Laurence Olivier Award alla miglior attrice in un musical.

## Filmografia
- Konjanik (2003)
- I love you (2005)
- What is a man without a moustache (2005)
- Il sentiero (2010)
- Lost in London, regia di Woody Harrelson (2017)
- Ragazze elettriche (The Power) – serie TV, 6 episodi (2023)

## Doppiatrici italiane
Nelle versioni in italiano delle opere in cui ha recitato, Zrinka Cvitešić è stata doppiata da:
- Ilaria Stagni ne Il sentiero
- Domitilla D'Amico in Ragazze elettriche